# Liste der Staatsoberhäupter 1922
Übersicht
◄◄ | ◄ | 1918 | 1919 | 1920 | 1921 | Liste der Staatsoberhäupter 1922 | 1923 | 1924 | 1925 | 1926 | ► | ►►

Weitere Ereignisse

## Afrika
- Ägypten (1914–1936 britisches Protektorat)
  - Staatsoberhaupt: Sultan Fu'ād I. (1917–1936) (seit 16. März 1922 König)
  - Regierungschef:
    - Ministerpräsident Adli Yakan Pascha (1921–1. März 1922, 1926–1927, 1929–1930)
    - Ministerpräsident Abdel Khalek Sarwat Pascha (1. März 1922–30. November 1922, 1927–1928)
    - Ministerpräsident Muhammad Tawfiq Nasim Pascha (1920–1921, 30. November 1922–1923, 1934–1936)

  - Britischer Hochkommissar: Edmund Allenby, 1. Viscount Allenby (1919–1925)

- Äthiopien
  - Staats- und Regierungschef: Kaiserin Zauditu (1916–1930)
    - Regent: Ras Tafari Makonnen (1916–1930) (1930–1974 Kaiser)

- Liberia
  - Staats- und Regierungschef: Präsident Charles D. B. King (1920–1930)

- Südafrika
  - Staatsoberhaupt: König Georg V. (1910–1936)
    - Generalgouverneur: Arthur of Connaught (1920–1923)

  - Regierungschef: Ministerpräsident Jan Christiaan Smuts (1919–1924, 1939–1948)

## Amerika

### Nordamerika
- Kanada
  - Staatsoberhaupt: König Georg V. (1910–1936)
    - Generalgouverneur: Julian, Lord Byng (1921–1926)

  - Regierungschef: Premierminister William Lyon Mackenzie King (1921–1926, 1926–1930, 1935–1948)

- Mexiko
  - Staats- und Regierungschef: Präsident Álvaro Obregón (1920–1924)

- Neufundland
  - Staatsoberhaupt: König Georg V. (1910–1936)
    - Gouverneur:
      - Charles Alexander Harris (1917–September 1922)
      - William Allardyce (September 1922–1928)

  - Regierungschef: Ministerpräsident Richard Squires (1919–1923, 1928–1932)

- Vereinigte Staaten von Amerika
  - Staats- und Regierungschef: Präsident Warren G. Harding (1921–1923)

### Mittelamerika
- Costa Rica
  - Staats- und Regierungschef: Präsident Julio Acosta García (1920–1924)

- Dominikanische Republik (1916–1924 von den USA besetzt)
  - Staats- und Regierungschef:
    - Militärgouverneur Samuel Robison (1921–21. October 1922)
    - Präsident Juan Bautista Vicini Burgos (21. October 1922–1924) (kommissarisch)

- El Salvador
  - Staats- und Regierungschef: Präsident Jorge Meléndez Ramírez (1919–1923)

- Guatemala
  - Staats- und Regierungschef: Präsident José María Orellana Pinto (1921–1926)

- Haiti (1915–1934 von den USA besetzt)
  - Staats- und Regierungschef:
    - Präsident Philippe Sudré Dartiguenave (1915–15. Mai 1922)
    - Präsident Louis Bornó (15. Mai 1922–1930)

- Honduras
  - Staats- und Regierungschef: Präsident Rafael López Gutiérrez (1920–1924)

- Kuba
  - Staats- und Regierungschef: Präsident Alfredo Zayas y Alfonso (1921–1925)

- Nicaragua
  - Staats- und Regierungschef: Präsident Diego Manuel Chamorro Bolaños (1921–1923)

- Panama
  - Staats- und Regierungschef: Präsident Belisario Porras Barahona (1912–1916, 1918–1920, 1920–1924)

### Südamerika
- Argentinien
  - Staats- und Regierungschef:
    - Präsident Hipólito Yrigoyen (1916–12. Oktober 1922, 1928–1930)
    - Präsident Marcelo Torcuato de Alvear (12. Oktober 1922–1928)

- Bolivien
  - Staats- und Regierungschef: Präsident Bautista Saavedra Mallea (1920–1925)

- Brasilien
  - Staats- und Regierungschef:
    - Präsident Epitácio Lindolfo da Silva Pessoa (1919–15. November 1922)
    - Präsident Artur da Silva Bernardes (15. November 1922–1926)

- Chile
  - Staats- und Regierungschef: Präsident Arturo Alessandri (1920–1924, 1925, 1932–1938)

- Ecuador
  - Staats- und Regierungschef: Präsident José Luis Tamayo (1920–1924)

- Kolumbien
  - Staats- und Regierungschef:
    - Präsident Marco Fidel Suárez (1918–7. August 1922)
    - Präsident Jorge Holguín (1921–7. August 1922) (kommissarisch)
    - Präsident Pedro Nel Ospina (7. August 1922–1926)

- Paraguay
  - Staats- und Regierungschef: Präsident Eusebio Ayala (1921–1923, 1932–1936) (kommissarisch)

- Peru
  - Staatsoberhaupt: Präsident Augusto B. Leguía y Salcedo (1908–1912, 1919–1930) (1904–1907 Ministerpräsident)
  - Regierungschef:
    - Ministerpräsident Germán Leguía y Martínez Jakeway (1919–7. Oktober 1922)
    - Ministerpräsident Julio Enrique Ego Aguirre (7. Oktober 1922–1924)

- Uruguay
  - Staats- und Regierungschef: Präsident Baltasar Brum (1919–1923)

- Venezuela
  - Staats- und Regierungschef:
    - Präsident Victorino Márquez Bustillos (1914–24. Juni 1922) (kommissarisch)
    - Präsident Juan Vicente Gómez (1909–1910, 1910–1914, 24. Juni 1922–1929, 1931–1935)

## Asien

### Ost-, Süd- und Südostasien
- Bhutan
  - Herrscher: König Ugyen Wangchuk (1907–1926)

- China
  - Staatsoberhaupt:
    - Präsident Xu Shichang (1918–2. Juni 1922)
    - (amtierend) Zhou Ziqi (2. Juni–11. Juni 1922)
    - Präsident Li Yuanhong (11. Juni 1922–1923)

  - Regierungschef:
    - Premier des Staatsrats Liang Shiyi (1921–25. Januar 1922)
    - Premier des Staatsrats Yan Huiqing (25. Januar–8. April 1922)
    - Premier des Staatsrats Zhou Ziqi (8. April–11. Juni 1922)
    - Premier des Staatsrats Yan Huiqing (11. Juni–5. August 1922)
    - (amtierend) Wang Ch’ung-hui (5. August–29. November 1922)
    - Premier des Staatsrats Wang Daxie (29. November–11. Dezember 1922)
    - Premier des Staatsrats Wang Zhengting (11. Dezember 1922–1923)

- Britisch-Indien
  - Kaiser: Georg V. (1910–1936)
  - Vizekönig: Rufus Isaacs (1921–1925)

- Japan
  - Staatsoberhaupt: Kaiser Yoshihito (1912–1926)
  - Regierungschef:
    - Premierminister Takahashi Korekiyo (1921–12. Juni 1922)
    - Premierminister Katō Tomosaburō (12. Juni 1922–1923)

- Nepal
  - Staatsoberhaupt: König Tribhuvan (1911–1955)
  - Regierungschef: Ministerpräsident Chandra Shamsher Jang Bahadur Rana (1901–1929)

- Siam (heute: Thailand)
  - Herrscher: König Vajiravudh (1910–1925)

### Vorderasien
- Aserbaidschan (umstritten, besetzt)
  - Staatsoberhaupt: ?
  - Regierungschef: ?

- Persien (heute: Iran)
  - Staatsoberhaupt: Schah Ahmad Schah Kadschar (1909–1925)
  - Regierungschef:
    - Ministerpräsident Ahmad Qavām al-Saltaneh (1921–Januar 1922)
    - Ministerpräsident Hassan Pirnia Moshir al Dowleh (Januar–Mai 1922)
    - Ministerpräsident Ahmad Qavām al-Saltaneh (Juni 1922–1923)

- Georgien (umstritten, besetzt)
  - Regierungschef: ?

- Jemen
  - Herrscher: Imam Yahya bin Muhammad (1918–1948)

- Transjordanien (heute: Jordanien)
  - Herrscher: Emir Abdallah ibn Husain I. (1921–1951)

### Zentralasien
- Afghanistan
  - Herrscher: Emir Amanullah Khan (1919–1929)

- Mongolei
  - Staatsoberhaupt: Vorsitzender des Präsidiums des Großen Staats-Churals Bogd Khan (1911–1924)
  - Regierungschef:
    - Vorsitzender des Rats der Volkskommissare Dogsomyn Bodoo (1921–7. Januar 1922)
    - Vorsitzender des Rats der Volkskommissare Sodnomyn Damdinbazar (3. März 1922–1923)

- Tibet (umstritten)
  - Herrscher: Dalai Lama Thubten Gyatso (1913–1933)

## Australien und Ozeanien
- Australien
  - Staatsoberhaupt: König Georg V. (1910–1936)
  - Generalgouverneur: Henry Forster, 1. Baron Forster (1920–1925)
  - Regierungschef: Premierminister Billy Hughes (1915–1923)

- Neuseeland
  - Staatsoberhaupt: König Georg V. (1910–1936)
  - Generalgouverneur  Admiral John Jellicoe, 1. Viscount Jellicoe (1920–1924)
  - Regierungschef: Premierminister William Massey (1912–1925)

## Europa
- Albanien
  - Staatsoberhaupt: Regentschaftsrat (1920–1925) (1924 Ministerpräsident)
  - Regierungschef:
    - Ministerpräsident Xhafer Ypi (1921–4. Dezember 1922)
    - Ministerpräsident Ahmet Zogu (4. Dezember 1922–1924, 1925) (1925–1928 Präsident, 1928–1939 König)

- Andorra
  - Co-Fürsten:
    - Staatspräsident von Frankreich: Alexandre Millerand (1920–1924)
    - Bischof von Urgell: Justí Guitart i Vilardebò (1920–1940)

- Belgien
  - Staatsoberhaupt: König Albert I. (1909–1934)
  - Regierungschef: Ministerpräsident Georges Theunis (1921–1925, 1934–1935)

- Bulgarien
  - Staatsoberhaupt: Zar Boris III. (1918–1943)
  - Regierungschef: Ministerpräsident Aleksandar Stambolijski (1919–1923)

- Dänemark
  - Staatsoberhaupt: König Christian X. (1912–1947) (1918–1944 König von Island)
  - Regierungschef: Ministerpräsident Niels Neergaard (1908–1909, 1920–1924)

- Deutsches Reich
  - Staatsoberhaupt: Reichspräsident Friedrich Ebert (1919–1925)
  - Regierungschef:
    - Reichskanzler Joseph Wirth (1921–14. November 1922)
    - Reichskanzler Wilhelm Cuno (22. November 1922–1923)

- Estland
  - Staats- und Regierungschef:
    - Staatsältester Konstantin Päts (1921–21. November 1922, 1923–1924, 1931–1932, 1932–1933, 1933–1940) (1918–1919, 1934–1937 Ministerpräsident)
    - Staatsältester Juhan Kukk (21. November 1922–1923)

- Finnland
  - Staatsoberhaupt: Präsident Kaarlo Juho Ståhlberg (1919–1925)
  - Regierungschef:
    - Ministerpräsident Juho Vennola (1919–1920, 1921–2. Juni 1922)
    - Ministerpräsident Aimo Kaarlo Cajander (2. Juni 1922–14. November 1922, 1924–1937–1939)
    - Ministerpräsident Kyösti Kallio (14. November 1922–1924, 1925–1926, 1929–1930, 1936–1937) (1937–1940 Präsident)

- Frankreich
  - Staatsoberhaupt: Präsident Alexandre Millerand (1920–1924) (1920 Präsident des Ministerrats)
  - Regierungschef:
    - Präsident des Ministerrats Aristide Briand (1909–1911, 1913, 1915–1917, 1921–15. Januar 1922, 1925–1926, 1929)
    - Präsident des Ministerrats Raymond Poincaré (1912–1913, 15. Januar 1922–1924, 1926–1929) (1913–1920 Präsident)

- Griechenland
  - Staatsoberhaupt:
    - König Konstantin I. (1913–1917, 1920–27. September 1922)
    - König Georg II. (27. September 1922–1924, 1935–1947)

  - Regierungschef:
    - Ministerpräsident Dimitrios Gounaris (1915, 1921–16. Mai 1922)
    - Ministerpräsident Nikolaos Stratos (16. Mai 1922–22. Mai 1922)
    - Ministerpräsident Petros Protopapadakis (22. Mai 1922–10. September 1922)
    - Ministerpräsident Nikolaos Triantafyllakos (10. September 1922–29. September 1922)
    - Ministerpräsident Anastasios Charalambis (29. September 1922–30. September 1922)
    - Ministerpräsident Sotirios Krokidas (30. September 1922–27. November 1922)
    - Ministerpräsident Stylianos Gonatas (27. November 1922–1924)

- Irland (seit 6. Dezember 1922 Dominion)
  - Staatsoberhaupt: König Georg V. (6. Dezember 1922–1936)
    - Generalgouverneur Timothy Michael Healy (6. Dezember 1922–1928)

  - Regierungschef: Taoiseach William Thomas Cosgrave (6. Dezember 1922–1932)

- Italien
  - Staatsoberhaupt: König Viktor Emanuel III. (1900–1946)
  - Regierungschef:
    - Ministerpräsident Ivanoe Bonomi (1921–25. Februar 1922, 1944–1945)
    - Ministerpräsident Luigi Facta (25. Februar 1922–31. Oktober 1922)
    - Duce Benito Mussolini (31. Oktober 1922–1943)

- Königreich der Serben, Kroaten und Slowenen (später Jugoslawien)
  - Staatsoberhaupt: König Alexander I. (1921–1934)
  - Regierungschef: Ministerpräsident Nikola Pašić (1918, 1921–1924, 1924–1926)

- Lettland
  - Staatsoberhaupt: Präsident Jānis Čakste (1918–1925, 1925–1927) (bis 18. November 1922 Präsident der konstitutionellen Versammlung)
  - Regierungschef: Ministerpräsident Zigfrīds Anna Meierovics (1921–1923, 1923–1924)

- Liechtenstein
  - Staatsoberhaupt: Fürst Johann II. (1858–1929)
  - Regierungschef
    - Josef Ospelt (1921–4. Mai 1922)
    - Alfons Feger (4. Mai 1922–1. Juni 1922) (kommissarisch)
    - Felix Gubelmann (1. Juni 1992–6. Juni 1922) (kommissarisch)
    - Gustav Schädler (6. Juni 1922–1928)

- Litauen
  - Staatsoberhaupt: Präsident Aleksandras Stulginskis (1920–1926, 1926) (bis 21. Dezember 1922 kommissarisch)
  - Regierungschef:
    - Ministerpräsident Kazys Grinius (1920–2. Februar 1922) (1926 Präsident)
    - Ministerpräsident Ernestas Galvanauskas (1919–1920, 2. Februar 1922–1924)

- Luxemburg
  - Staatsoberhaupt: Großherzogin Charlotte (1919–1964) (1940–1945 im Exil)
  - Regierungschef: Staatsminister Émile Reuter (1918–1925)

- Monaco
  - Staatsoberhaupt:
    - Fürst Albert I. (1889–26. Juni 1922)
    - Fürst Louis II. (26. Juni 1922–1949)

  - Regierungschef: Staatsminister Raymond Le Bourdon (1919–1923)

- Niederlande
  - Staatsoberhaupt: Königin Wilhelmina (1890–1948) (1940–1945 im Exil)
  - Regierungschef: Ministerpräsident Charles Ruijs de Beerenbrouck (1918–1925, 1929–1933)

- Norwegen
  - Staatsoberhaupt: König Haakon VII. (1906–1957) (1940–1945 im Exil)
  - Regierungschef: Ministerpräsident Otto Albert Blehr (1902–1903, 1921–1923)

- Osmanisches Reich (heute: Türkei)
  - Herrscher: Sultan Mehmed VI. (1918–1922)
  - Regierungschef: Großwesir Ahmed Tevfik Pascha (1920–1922)

- Österreich
  - Staatsoberhaupt: Bundespräsident Michael Hainisch (1920–1928)
  - Regierungschef:
    - Bundeskanzler Johann Schober (1921–31. Mai 1922)
    - Bundeskanzler Ignaz Seipel (31. Mai 1922–1924)

- Polen
  - Staatsoberhaupt:
    - Präsident Gabriel Narutowicz (9. Dezember–16. Dezember 1922)
    - (amtierend) Maciej Rataj (16. Dezember–20. Dezember 1922)
    - Präsident Stanisław Wojciechowski (20. Dezember 1922–1926)

  - Regierungschef:
    - Ministerpräsident Antoni Ponikowski (1921–7. Juni 1922)
    - Ministerpräsident Artur Śliwiński (28. Juni–7. Juli 1922)
    - Ministerpräsident Julian Nowak (31. Juli–14. Dezember 1922)
    - Ministerpräsident Władysław Sikorski (19. Dezember 1922–1923)

- Portugal
  - Staatsoberhaupt: Präsident António José de Almeida (1919–1923)
  - Regierungschef:
    - Ministerpräsident Francisco Pinto da Cunha Leal (1921–7. Februar 1922)
    - Ministerpräsident António Maria da Silva (7. Februar 1922–1923)

- Rumänien
  - Staatsoberhaupt: König Ferdinand I. (1914–1927)
  - Regierungschef:
    - Ministerpräsident Take Ionescu (1921–19. Januar 1922)
    - Ministerpräsident Ion I. C. Brătianu (19. Januar 1922–1926)

- Russland
  - Staatsoberhaupt: Vorsitzender des Gesamtrussischen Zentralexekutivkomitees Michail Iwanowitsch Kalinin (ab 1919, 30. Dezember 1922: Gründung der Sowjetunion)
  - Regierungschef: Vorsitzender des Rats der Volkskommissare Wladimir Lenin (1917–1924, 30. Dezember 1922: Gründung der Sowjetunion)

- San Marino
  - Capitani Reggenti:
    - Egisto Morri (1917, 1921–1. April 1922) und Giuseppe Lanci (1921–1. April 1922)
    - Eugenio Reffi (1. April 1922–1. Oktober 1922) und Giuseppe Arzilli (1. April 1922–1. Oktober 1922)
    - Onofrio Fattori (1898, 1902, 1905–1906, 1911–1912, 1916, 1. Oktober 1922–1923) und Giuseppe Balducci (1917–1918, 1. Oktober 1922–1923)

  - Regierungschef: Außenminister Giuliano Gozi (1918–1943)

- Schweden
  - Staatsoberhaupt: König Gustav V. (1907–1950)
  - Regierungschef: Ministerpräsident Hjalmar Branting (1921–1923)

- Schweiz[1]
  - Bundespräsident: Robert Haab (1922, 1929)
  - Bundesrat:
    - Giuseppe Motta (1911–1940)
    - Edmund Schulthess (1912–1935)
    - Robert Haab (1918–1929)
    - Ernest Chuard (1920–1928)
    - Jean-Marie Musy (1920–1934)
    - Karl Scheurer (1920–1929)
    - Heinrich Häberlin (1920–1934)

- Sowjetunion
  - Parteichef: Generalsekretär der KPdSU Josef Stalin (1922–1953)
  - Staatsoberhaupt: Vorsitzender des Präsidiums des obersten Sowjets Michail Iwanowitsch Kalinin (1919–1946)
  - Regierungschef: 
    - Vorsitzender des Ministerrats Wladimir Lenin (1917–21. Januar 1924)

- Spanien
  - Staatsoberhaupt: König Alfons XIII. (1886–1941)
  - Regierungschef:
    - Regierungspräsident Antonio Maura Montaner (1921–8. März 1922)
    - Regierungspräsident José Sánchez-Guerra Martínez (8. März 1922–7. Dezember 1922)
    - Regierungspräsident Manuel García Prieto (7. Dezember 1922–1923)

- Tschechoslowakei
  - Staatsoberhaupt: Präsident Tomáš Masaryk (1918–1935)
  - Regierungschef:
    - Ministerpräsident Edvard Beneš (1921–7. Oktober 1922) (1935–1938, 1945–1948 Präsident)
    - Ministerpräsident Antonín Švehla (8. Oktober 1922–1926, 1926–1929)

- Ukraine (umstritten, besetzt)
  - Staats- und Regierungschef: Präsident Symon Petljura (1919–30. Dezember 1922)

- Ungarn
  - Staatsoberhaupt: Reichsverweser Miklós Horthy (1920–1944)
  - Regierungschef:
    - Ministerpräsident Graf Pál Teleki (1920–14. April 1921)
    - Ministerpräsident Graf István Bethlen (14. April 1921–1931)

- Vereinigtes Königreich
  - Staatsoberhaupt: König Georg V. (1910–1936)
  - Regierungschef:
    - Premierminister Earl David Lloyd George (1916–23. Oktober 1922)
    - Premierminister Andrew Bonar Law (23. Oktober 1922–1923)

- Weißrussland (umstritten, besetzt)
  - Staats- und Regierungschef: ?